# ایستوود، ناتینگهام‌شر
latitudeایستوود، ناتینگهام‌شرlongitudeایستوود، ناتینگهام‌شر
ایستوود، ناتینگهام‌شر (به انگلیسی: Eastwood, ناتینگهام‌شر) یک شهرک در بریتانیا است که در انگلستان واقع شده‌است.

## خصوصیات
ایستوود ۱۸٬۶۱۲ نفر جمعیت دارد.

## خواهرخوانده
شهر سلنوک خواهرخواندهٔ ایستوود، ناتینگهام‌شر هست.